# ايمان آباد سفلي (مقاطعة دلفان)
ايمان‌آباد سفلي (بالفارسية: ایمان‌آباد سفلی) هي قرية تقع في قسم نورعلي الريفي بمقاطعة دلفان في إيران. يقدر عدد سكانها بـ 20 نسمة بحسب إحصاء 2016.